# Brandhoren
De brandhoren of stekelhoorn (Bolinus brandaris, oorspronkelijk beschreven als Murex brandaris), is een in zee levende slakkensoort uit de familie Muricidae.

## Beschrijving

### Schelpkenmerken
De schelp is dikwandig en heeft bolle windingen. De laatste winding neemt het grootste deel van de schelphoogte in beslag. De totale hoogte wordt ongeveer 90 mm. De sculptuur bestaat uit vele horizontale ribben en een aantal kielen waarvan de bovenste de meest geprononceerde is. De horizontale ribben worden gekruist door varices. Op de kruispunten van ribben en varices staan grote knobbels die ook tot vrij lange stekels kunnen uitgroeien. De mondopening loopt aan de onderzijde uit in een lang sifokanaal. De kleur van de schelp is licht geelbruin tot crême. De brandhoren heeft een hoornachtig operculum.

### Habitat en levenswijze
De soort leeft onder de laagwaterlijn in de infralittorale en circalittorale zones. De dieren zijn carnivoor.

### Areaal
Vrij algemeen in de hele Middellandse Zee, kusten van Portugal en West Afrika.

## Verhouding tot de mens

### Kleurstof
In de Oudheid werden de schelpen opengebroken om uit een kliertje Tyrreens purper te winnen. Met deze verfstof kregen de kleren van de Feniciërs en later de Romeinen een bijzondere roodpaarse kleur. Voor het verkrijgen van slechts één pond kleurmassa (waarin slechts vier gram zuivere kleurstof zit), moesten wel 30.000 slakjes opgedoken worden. Het laat zich begrijpen dat purper hierdoor de kleur van de macht (koning, keizer) geworden is.

### Cement
De gekraakte schelpen die als afval achterbleven bij de extractie van de kleurstof, konden in de oudheid ook gebruikt worden als bestanddeel van bouwmortel. Deze praktijk kwam met name voor in het oude Lycië en dan vooral in Patara en Andriake.

### Voedsel
De brandhoren is eetbaar.